# Giuseppe Alessi (politico)
Giuseppe Alessi (San Cataldo, 28 ottobre 1905 – Palermo, 13 luglio 2009) è stato un politico e centenario italiano.
È stato, dal 1947 al 1949, il primo presidente della Regione Siciliana.

## Biografia

### Origini e formazione
Iscritto a diverse organizzazioni cattoliche sin dal 1918, si laurea in Giurisprudenza e svolge l'attività di avvocato.
Tesseratosi giovanissimo al Partito Popolare Italiano ne conserva la tradizione durante il fascismo e nel dicembre 1943 è fra gli organizzatori della Democrazia Cristiana siciliana, con diversi altri politici cattolici dell’Isola. Nel medesimo anno è nominato presidente del Comitato di Liberazione Nazionale della provincia di Caltanissetta e membro del CLN regionale.

### La carriera politica
Sindaco di San Cataldo, nel 1945 è anche membro della Consulta Regionale per la compilazione dello statuto della Regione Siciliana e della Commissione Paritetica per l'attuazione delle norme per lo Statuto Siciliano. Nell'aprile del 1947 è eletto deputato all'Assemblea Regionale Siciliana nel collegio regionale per la lista DC.
Nella Democrazia Cristiana è membro del Consiglio Nazionale dal 1947 al 1953 e dal 1962 al 1963 e componente della Direzione Centrale dal 1951 al 1953.
Il 30 maggio 1947 è eletto primo presidente della Regione Siciliana, fino al 1949, e torna dal 1955 al 1956 alla guida della Giunta regionale. Dal dicembre 1956 al giugno 1959 è presidente dell'Assemblea Regionale Siciliana. Viene rieletto all'Assemblea nel 1951, nel 1955 e nel 1959.
Lascia il parlamento regionale perché è eletto senatore nel collegio di Piazza Armerina nelle elezioni politiche del 1963 nelle file della Democrazia Cristiana.
Nelle elezioni politiche del 1968 viene eletto deputato alla Camera, dove resta fino al 1972; in tale periodo presiedette la Commissione di inchiesta sul caso SIFAR.
Tra le cariche ricoperte Alessi è stato anche presidente del Comitato provinciale nisseno della Croce Rossa Italiana, sindaco della Società di Navigazione Tirrenia, vice presidente della Cassa di Risparmio Vittorio Emanuele, nonché presidente dell'ESCAL e presidente dell'Istituto dell'Enciclopedia Italiana (Treccani).

### Gli ultimi anni
Difese a metà anni 1990 l'ex presidente del consiglio e senatore a vita Giulio Andreotti dalle accuse di complicità con cosa nostra. Verso la fine del decennio insieme con Flaminio Piccoli è stato tra i fondatori storici del movimento per la Rinascita della Democrazia Cristiana. È morto a 103 anni nel 2009; la salma è stata tumulata nel cimitero di Caltanissetta.

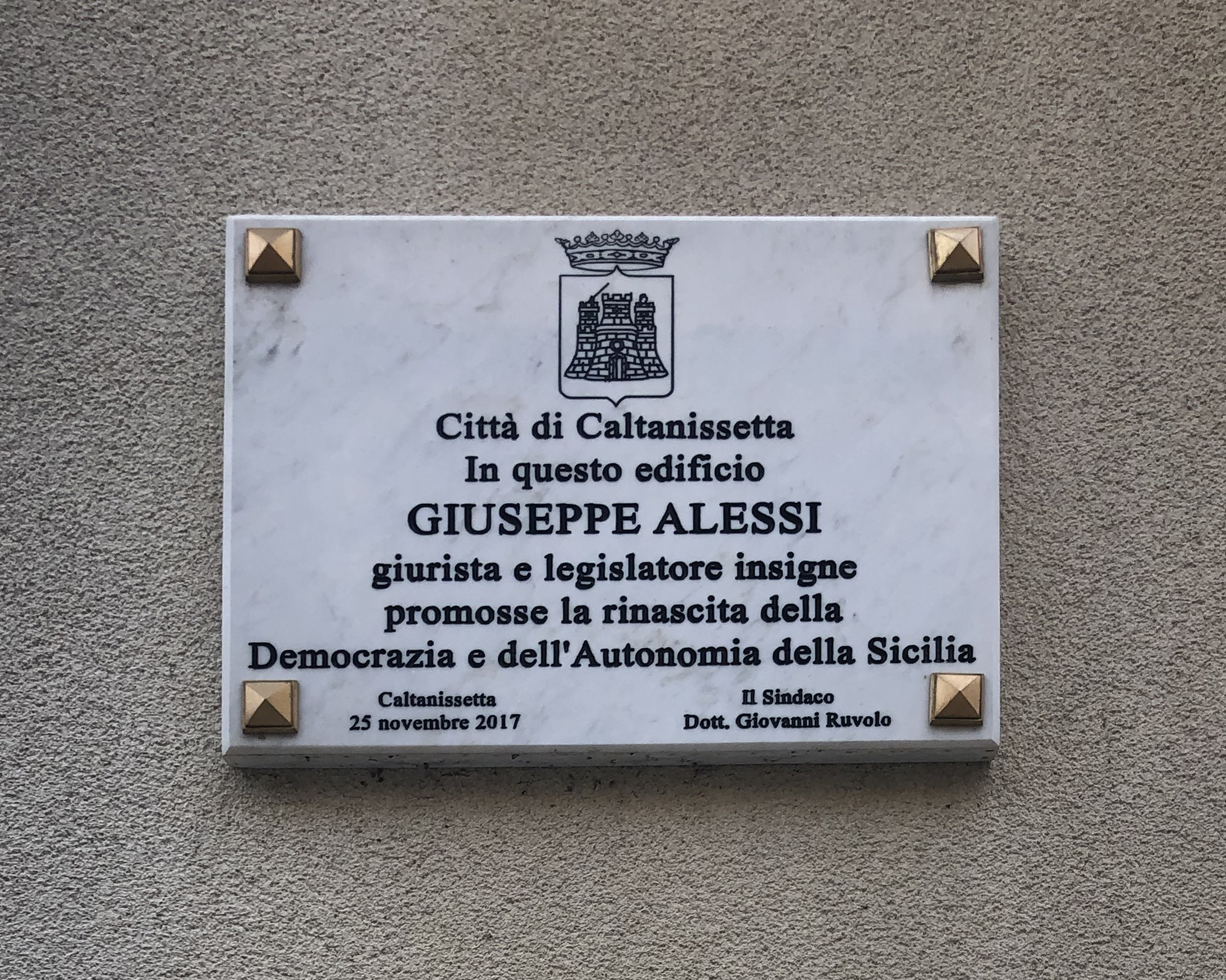
Targa commemorativa a G. Alessi, in Via Cavour n. 19 a Caltanissetta.

Il figlio Alberto è stato deputato per la Democrazia Cristiana nell'VIII, X e nell'XI Legislatura del Partito Popolare Italiano e poi del CCD. La figlia Maria Caterina Domitilla ha fondato libreria "Novecento" in Via Siracusa a Palermo.

## Riconoscimenti
I sancataldesi ancora oggi lo ricordano con affetto, perché negli anni settanta, costituì un comitato cittadino per salvare la Chiesa Madre della Città dalla demolizione a causa di una frana. Alessi riuscì attraverso un coinvolgimento dell'intera popolazione e delle istituzioni locali a raccogliere i fondi da utilizzare per alcuni lavori urgenti di risanamento. Il Duomo fu riaperto l'8 dicembre del 1979 e non più demolito.